# Ernesto María
Ernesto María Parada (ur. 22 lutego 1982 w Guadalajarze) – meksykański piłkarz występujący na pozycji obrońcy.

## Kariera klubowa
María, zawodnik o inklinacjach ofensywnych, pochodzi z miasta Guadalajara i jest wychowankiem akademii juniorskiej tamtejszego zespołu Club Atlas. W meksykańskiej Primera División zadebiutował w wieku 17 lat za kadencji szkoleniowca Ricardo Lavolpe. Ogółem w pierwszej drużynie Atlasu spędził rok, notując cztery spotkania (jedno w wyjściowym składzie) i czerwoną kartkę. Wiosną 2003 reprezentował barwy drugoligowego Alacranes de Durango, natomiast jesienią 2004 Club Celaya, po czym zdecydował się zakończyć profesjonalną karierę w wieku 22 lat.

## Kariera reprezentacyjna
W 1999 roku María został powołany przez selekcjonera José Luisa Reala do reprezentacji Meksyku U-17 na Młodzieżowe Mistrzostwa Świata w Nowej Zelandii. Był wówczas podstawowym zawodnikiem kadry narodowej, rozgrywając wszystkie cztery spotkania od pierwszej do ostatniej minuty, natomiast jego drużyna odpadła w ćwierćfinale.